# 韓仲雍
韓仲雍（？—？），字誦通，號璧哉（辟哉），应天府高淳縣人，明朝政治人物。

## 生平
万历二十五年（1594年）丁酉科应天乡试第二十九名舉人，三十二年（1604年）甲辰科进士，吏部觀政，三十五年授户部主事，三十六年差九江鈔关，三十八年歴升员外、郎中，本年升贵州提学副使，四十一年改福建参议，四十三年升福建福州兼巡海道副使，四十六年为福建巡抚王士昌弹劾举动乖张，秽迹彰著，下部议处，改调降用。

## 家族
曾祖韓烈知府。祖父韓叔陽，官至中宪大夫湖廣副使。伯父韓邦憲，官至衢州知府。父韓邦本，都司斷事。母武氏。永感下。娶武氏。